# Joey Ramone
Jeffry Ross Hyman bolje znan kao Joey Ramone (Queens, New York, SAD, 19. svibnja 1952. – Manhattan, New York, SAD, 15. travnja 2001.), bio je američki vokal i tekstopisac punk rock, sastava Ramones. On i Johnny Ramone jedina su dva izvorna člana koja su ostala u sastavu do njegovog raspada 1996. godine. Joey je također kao i ostali članovi Ramonesa imao svoju solo karijeru.
Joey Ramone punk-rock ikona, poznat po svojoj kožnoj jakni i sunčanim naočalama, sa svojom je skupinom otvorio put sastavima kao što su Clash i drugi. Bio je visok preko dva metra (203 cm). Imao je dugačku crnu kosu, koja mu je prekrivala gotovo čitavo lice. Patio je od psihičkog poremećaja i često je znao odlaziti na liječenje kada su simptomi postali nepodnošljivi. Ramones su osnovani 1974. godine u Queensu, New York. Prvi album snimili su 1976., a među njihovim najpoznatijim pjesmama su "I Wanna Be Sedated", "Teenage Lobotomy", "Sheena Is a Punk Rocker". Skupina se raspala nakon 22 godine (1996. godine).
Joey Ramone umro je na sam Uskrs, 15. travnja 2001. u 49. godini života. Uzrok smrti je limfom. 

## Životopis

### Djetinjstvo
Hyman je odrastao u Forest Hillsu, Queens. On i njegovi budući članovi sastava pohađali su Forest Hills High School srednju školu. Za vrijeme njegove mladosti, imao je vrlo skroman život koji se odvijao u krugu njegove obitelji, što mu je dalo nadahnuće da napiše skladbu "We're A Happy Family (Mi smo sretna obitelj)". Njegovi roditelji rastali su se u ranim '60-ma. Njegova majka, Charlotte Lesher (1926. – 2007.), njemu i njegovom bratu (inače poznat pod imenom Mickey Leigh) potaknula je interes za glazbu.
Bio je veliki obožavatelj sastava The Beatlesa i The Who (posebno radijske postaje od producenta Phila Spectora gdje se puštala glazba iz '50-ih, '60-ih i '70-ih). Njegov glazbeni junak je bio Pete Townsend iz The Whoa. Bubnjeve je počeo svirati s 13 godina i u prvoj originalnoj postavi Ramones bio je bubnjar, a Dee Dee Ramone je bio vokalista. Međutim pokazalo se da Dee Dee ne može istovremeno pjevati i svirati bas-gitaru, pa je Joey na prijedlog Tommya Ramonea prebačen na mjesto vokala.

### Ramonesi
Hyman je rekao da je "srce i duša" od Ramonesa, i da su mu omiljene skladbe iz njihovog repertoara balade i ljubavne pjesme. C.J. Ramone nazvao ga je "Hippy u sastavu". Hyman dugo godina nije pričao s gitaristom sastava Johnem Cummingsom (Johnny Ramone). Mržnja između njih dvojice nastala je kada mu je Cummings "preoteo" djevojku Lindu, koju je kasnije i oženio. Cummings je to sve komentirao u dokumentarnom filmu o Ramonesima End of the Century: The Story of the Ramones. U istom dokumentarcu također se navodi da je ovaj ljubavni trokut naveo Hymana da napiše skladbu "The KKK Took My Baby Away (KKK je uzeo moju djevojku)", koja se nalazi na albumu iz 1981. Pleasant Dreams. Postojale su i političke razlike među njima, Hyman je bio pristaša liberala, a Cummings je bio vjeran konzervativcima. Do kraja svojih života nikada se nisu pomirili niti razriješili svoje nesuglasice.

### Ostali projekti
1985. godine Joey se pridružuje Stevenu Van Zandtu, aktivistu protestantske grupe "Artists United Against Apartheid", koja je radila protiv naselja Sun Cityja u Južnoj Africi. Joey i četrdeset i devet drugih vrhunskih glazbenih umjetnika, uključujući i Brucea Springsteena, U2, Boba Dylana i Run DMC, surađivali su zajedno na skladbi "Sun City".
1994. godine sa svojim bratom Mickeyom Leighom osniva sastav Sibling Rivalry. Objavili su jedan EP za javnost, pod imenom In a Family Way. Joey se pojavljuje i na albumu Love and Glitter, Hot Days and Music od punk rock sastava Helen Love, na kojemu pjeva skladbu "Punk Boy". Članovi sastava Helen Love, vraćaju mu uslugu pjevajući na njegovom solo studijskom albumu skladbu "Mr. Punchy".
Joey je prepisao i snimio skladbu "Meatball Sandwich", zajedno sa sastavom Youth Gone Mad. Kratko vrijeme prije svoje smrti, on je preuzeo ulogu menadžera i producenta za punk rock skupinu The Independents.
Njegova posljednja snimljena vokalna izvedba nalazi se na CD-u One Nation Under, od rock sastava Blackfire. On sudjeluje s pjevanjem u dvije skladbe "What Do You See" i "Lying to Myself". CD je objavljen 2002. godine i "Najboljim Pop/Rock albumom godine"  proglasila ga je Native American Music Awardsa.
Joey je također producent na EP-u Ronnieja Spectora EP-u She Talks to Rainbows iz 1999.g., koji je dobio dobre kritike ali nije bio previše zapažen od publike pa je ubrzo otišao u zaborav. Naslovna skladba nalazi se na Ramonesovom albumu ¡Adios Amigos!.

## Smrt
Joey Ramone umro je 15. travnja 2001. od limfoma (vrsta raka), u NewYork-Presbyterian bolnici. Od limfoma je bolova nešto malo više od četiri godine, a prve nalaze o dijagnozi dobio je 1990.g. u njujorškoj klinici za borbu protiv raka. Na njegovom nadgrobnom spomeniku nalaze se brojne zahvale, kako od njegovih obožavatelja, tako i od mnogih rockera na koje je imao glazbeni utjecaj.
U trenutku kada je umirao Joey je slušao "In a Little While", skladbu od irskog rock sastava U2. U2 je skladbu izvodio na svojoj Elevation Tour turneji, a Bono će skladbu predstaviti kao originalni lovestruck, ali da ju je ipak Joey obradio u gospel skladbu.
Njegov solo album Don't Worry About Me izlazi postumno 2002.g. i sadrži singl "What a Wonderful World", koja je cover od Louisa Armstronga. Ista skladba je predstavljena u jednoj epizodi Gilmore Girls i nalazi se na Our Little Corner of the World: Music from Gilmore Girls, CD-u sa službenom filmskom glazbom iz serije. Njegova skladba "Maria Bartiromo", koristi se u financijsko-televizijskim vijestima. Od nedavno se i njegova cover skladba "What a Wonderful World", koristi u promocijama za PS3 konzolu i u vrijeme izdavanja Windowsa Viste i Microsoft Offica 2007.
MTV News je tvrdio: "Njegovi zaštitni znakovi su bili, u nijansama obojena ruža, crna koža jakna, duga kosa do ramena, raznim nakitom i specifičnim vokalom, Joey je bio jedan od začetnika ikoničkog punka.
Dana 30. studenog 2003., blok East 2., ulica u New Yorku, službeno je preimenovana u naziv "Joey Ramone Place". To je blok u kojemu je Joey živio sa svojim partnerom iz sastava Dee Dee Ramoneom i u blizini se nalazi glazbeni klub CBGB (Country, Blue Grass, and Blues), u kojemu su Ramonesi svirali na početku svoje glazbene karijere.
Njegov brat i do nedavno majka, slavili su svake godine njegov rođendan po noćnim rock and roll klubovima i njujorškim hostelima. Joey je sahranjen u Hillside Cemetery,  groblju u Lyndhurstu, New Jerseyu.

## Diskografija

### Solo
- Don't Worry About Me – (2002)

#### EP
- In a Family Way – Sibling Rivalry (1994.)
- Ramones: Leathers from New York – The Ramones i Joey Ramone (solo) (1997.)
- Christmas Spirit...In My House – (2002.)

#### Singlovi
- "I Got You Babe" - (1982.) (Duet s Holly Beth Vincentom)
- "What a Wonderful World" - (2002.)

## Vanjske poveznice
- Službene stranice Joeyja Ramonea
- myspace.com - Monte A. Melnick Ramonesov menadžer za turneju "On The Road With The Ramones"